# Pokój w Leoben
Traktat w Leoben został  podpisany 17 kwietnia 1797 roku przez Napoleona Bonaparte. Było to wstępne porozumienie pokojowe między Francją i Austrią, zawierające wiele tajnych klauzuli. Na mocy tych klauzuli Austria miała utracić na rzecz Francji Belgię i Lombardię w zamian za terytoria weneckie, Istrię oraz Dalmację. Traktat został potwierdzony przez oficjalne porozumienie, które zawarto w Campo Formio 17 października 1797 roku.